# Violent Acts of Beauty
 Violent Acts of Beauty  — третій студійний альбом американського гурту London After Midnight.

## Композиції
1. «The Beginning of the End» — 5:59
2. «Feeling Fascist?» — 4:57
3. «Nothing's Sacred» — 4:59
4. «Heaven Now» — 5:26
5. «America's a Fucking Disease» — 4:19
6. «Complex Messiah» — 3:44
7. «Republic» — 4:50
8. «Fear» — 4:40
9. «Pure» — 5:24
10. «The Kids Are All Wrong» — 3:55
11. «Love You to Death» — 4:30
12. «The Pain Looks Good on You» — 3:58

Бонус-треки видання, яке вийшло обмеженим тиражем
1. "Nothing's Sacred" (Extended Club Mix) – 7:28
2. "Nothing's Sacred" (Edit Club Mix) – 5:37
3. "Nothing's Sacred" (Original Demo) – 5:02
4. "America's a Fucking Disease" (Clean Edit) – 4:19

## Над альбомом працювали
- Оформлення — Sean Brennan
- Програмування ударних — Joe S
- Ударні — Joe S (треки: 2, 3, 6)
- Інженер — Julian Beeston
- Флейта, саксофон, труба, тромбон — Jack Chandler (трек: 5), Rex Merriweather (трек: 5)
- Лірика — Sean Brennan
- Мікс — Julian Beeston (треки: 13, 14)
- Музика — Sean Brennan
- Перкусія — Julian Beeston
- Фото — Alex Solca, F. Brennan
- Програмування — Sean Brennan
- Скрипка, віолончель — Christopher Kovalchick (треки: 9, 11), John Keith (треки: 9, 11)